# Harry Lawtey
Harry Lawtey, född 26 oktober 1996 i Oxford, Oxfordshire, är en brittisk skådespelare.
Lawtey har bland annat medverkat i TV-serierna Industry (2020-2022), Dödligt kapitel från 2022 och Älska igen från 2023. Han kommer även att medverka i filmen Joker: Folie à Deux med planerad premiär 2024.

## Filmografi (i urval)
- 2020-2022: Industry
- 2022:  Dödligt kapitel
- 2022: The Pale Blue Eye
- 2023: Älska igen
- 2024: Joker: Folie à Deux